# Награда Сатурн за најбољу шминку
Награда Сатурн за најбољу шминку додељује се од 1973. године. Рекорд са 7 освојених награда и 17 номинација држи Рик Бејкер.
Следи списак добитиника награде:
| Год.     | Шминкер                                       | Назив филма                                    |
| -------- | --------------------------------------------- | ---------------------------------------------- |
| 1973.    | Дик Смит                                      | Истеривач ђавола                               |
| 1974/75. | Вилијам Татл                                  | Млади Франкенштајн                             |
| 1976.    | Вилијам Татл                                  | Логаново бекство                               |
| 1977.    | Рик Бејкер и Стјуарт Фриборн                  | Звездани ратови — епизода IV: Нова нада        |
| 1978.    | Вилијам Татл и Рик Бејкер                     | Фурија                                         |
| 1979.    | Вилијам Татл                                  | Љубав на први угриз                            |
| 1980.    | Дик Смит (x2)                                 | Корени привиђења Скенери                       |
| 1981.    | Рик Бејкер                                    | Амерички вукодлак у Лондону                    |
| 1982.    | Дороти Пирл                                   | Полтергајст                                    |
| 1983.    | Фил Типет и Стјуарт Фриборн                   | Звездани ратови — епизода VI: Повратак џедаја  |
| 1984.    | Стен Винстон                                  | Терминатор                                     |
| 1985.    | Том Савини                                    | Дан живих мртваца                              |
| 1986.    | Крис Валас                                    | Мува                                           |
| 1987.    | Роб Ботин и Штефан Дипи                       | Робокап                                        |
| 1988.    | Ве Нил, Стив ла Порте и Роберт Шорт           | Битлђус                                        |
| 1989/90. | Џон Каголин, Даг Дрекслер и Чери Минс         | Дик Трејси                                     |
| 1991.    | Карл Фулертон и Нил Марц                      | Кад јагањци утихну                             |
| 1992.    | Стен Винстон и Ве Нил                         | Повратак Бетмена                               |
| 1993.    | Кевин Хани                                    | Вредности породице Адамс                       |
| 1994.    | Рик Бејкер и Ве Нил                           | Ед Вуд                                         |
| 1995.    | Џин Ен Блек и Роб Ботин                       | Седам                                          |
| 1996.    | Рик Бејкер и Дејвид Лирој Андерсон            | Откачени професор                              |
| 1997.    | Рик Лацарини и Гордон Џ. Смит                 | Мимикрија                                      |
| 1998.    | Роберт Курцман, Грег Никотеро и Хауард Бергер | Вампири                                        |
| 1999.    | Ник Дудман и Ејлин Ситон                      | Мумија                                         |
| 2000.    | Рик Бејкер и Гејл Рајан                       | Како је Гринч украо Божић                      |
| 2001.    | Грег Каном и Весли Вофорд                     | Ханибал                                        |
| 2002.    | Питер Овен и Питер Кинг                       | Господар прстенова: Две куле                   |
| 2003.    | Ричард Тејлор и Питер Кинг                    | Господар прстенова: Повратак краља             |
| 2004.    | Џејк Гарбер, Мет Роуз и Мајк Елизалд          | Хелбој                                         |
| 2005.    | Хауард Бергер, Ники Гули и Грег Никотеро      | Летописи Нарније: Лав, вештица и орман         |
| 2006.    | Тод Мастерс и Ден Реберт                      | Гмизавци                                       |
| 2007.    | Ве Нил и Мартин Семјуел                       | Пирати са Кариба: На крају света               |
| 2008.    | Грег Каном                                    | Необични случај Бенџамина Батона               |
| 2009.    | Барни Бурман, Минди Хол и Џоел Харлоу         | Звездане стазе                                 |
| 2010.    | Рик Бејкер и Дејв Елси                        | Вукодлак                                       |
| 2011.    | Дејв Елси, Френ Нидам и Конор О'Саливан       | Икс-људи: Прва класа                           |
| 2012.    | Хик Меркер, Данијел Паркер и Џереми Вудхед    | Атлас облака                                   |
| 2013.    | Доналд Моват                                  | Затвореници                                    |
| 2014.    | Дејвид Вајт и Елизабет Јани-Георгиу           | Чувари галаксије                               |
| 2015.    | Нил Сканлан                                   | Звездани ратови — епизода VII: Буђење силе     |
| 2016.    | Џоел Харлоу и Моника Хуперт                   | Звездане стазе: Изван граница                  |
| 2017.    | Џоел Харлоу и Кен Дијаз                       | Црни Пантер                                    |
| 2018/19. | Џон Блејк и Брајан Сајп                       | Осветници: Крај игре                           |
| 2019/20. | Аманда Најт и Нил Сканлан                     | Звездани ратови — епизода IX: Успон Скајвокера |
| 2021/22. | Лав Ларсон, Доналд Моват и Ева фон Бар        | Дина                                           |
| 2022/23. | Доналд Моват                                  | Guy Ritchie's The Covenant                     |
| 2023/24. | Пјер-Оливије Персен                           | Супстанца                                      |